# Comtat de Savoia
El Comtat de Savoia (en llatí: Comitatus Sabaudiae; en francès: Comté de Savoie; en italià: Contea di Savoia) fou un estat integrant del Sacre Imperi Romanogermànic que existí entre els anys 1003 i el 1416, moment en el qual el seu títol nobiliari fou ascendit a Ducat. El territori del Comtat de Savoia es va estendre en les valls alpines entre les actuals Itàlia i França, ocupant les zones properes a la ciutat de Chambéry en els actuals territoris de la Savoia i Alta Savoia, així com la Vall d'Aosta, els territoris muntanyencs del Piemont i alguns cantons suïssos.

## Història
El comtat fou creat el 1003 per Rodolf III de Borgonya, rei de Borgonya, per tal d'ampliar els seus dominis sobre els territoris del nord de la península Itàlica i mantenir-lo a les valls alpines. La disgregació total, però, del regne de Borgonya l'any 1032 l'emperador Conrad II del Sacre Imperi Romanogermànic concedí plens poders a Humbert I de Savoia, iniciador de la dinastia comtal i li donà el permís d'utilitzar l'àguila imperial alemanya en el seu escut d'armes. La ciutat de Chambéry, la més important de l'època en aquella zona, en fou la seva capital fixa.
El matrimoni d'Adelaida de Susa, marquesa de Torí, amb Odó de Savoia comportà la unió als territoris de Savoia els de la Vall del Susa i del Marquesat de Torí, territori que s'estenia pel Piemont.
La participació d'Amadeu III de Savoia en la Segona Croada, en la qual morí, va permetre a la Dinastia Savoia incorporar a l'escut d'armes la creu dels croats. Tomàs I fou nomenat vicari imperial l'any 1225 per part de Frederic II del Sacre Imperi Romanogermànic, restaurant els dominis de la casa al Piemont i ampliant les seves possessions als Alps.
El 1285, a la mort de Felip I de Savoia, el comtat es va veure sacsejat per conflictes dinàstics familiars, i al final va ser succeït pel seu nebot Amadeu V de Savoia. Si bé aquest conservà el títol comtal i el control de les rutes comercials a través dels Alps, entrà en lluita amb son germà petit Lluís, el qual ocupà la zona nord-oriental del país del Vaud, i també amb el seu parent Felip que ocupà bona part del Piemont. Aimone de Savoia aconseguí fer-se de nou amb el territori del Piemont, i el fill d'aquest, Amadeu VI va adquirir els territoris de Biella, Cuneo, Santhià i el país de Vaud. El 1388 Amadeu VII aconseguí unir als dominis dels Savoia el Comtat de Niça.
El 1416 l'emperador Segimon I del Sacre Imperi Romanogermànic elevà el títol d'Amadeu VIII de Savoia de comte a duc, de manera que va establir-se la nova denominació de Ducat de Savoia.